# (7334) Sciurus
(7334) Sciurus es un asteroide perteneciente al cinturón de asteroides, región del sistema solar que se encuentra entre las órbitas de Marte y Júpiter.
Fue descubierto el 17 de agosto de 1988 por Antonín Mrkos desde el Observatorio Kleť.

## Designación y nombre
Designado provisionalmente como 1988 QV, fue nombrado por Sciurus vulgaris y Sciurus carolinensis que son ardillas, animales que viven principalmente en las copas de los árboles en parques y bosques alrededor de muchos observatorios, incluidos Klet y el Observatorio de České Budějovice.

## Características orbitales
Sciurus está situado a una distancia media del Sol de 2,412 ua, pudiendo alejarse hasta 2,762 ua y acercarse hasta 2,062 ua. Su excentricidad es 0,145 y la inclinación orbital 6,510 grados. Emplea 1368,39 días en completar una órbita alrededor del Sol.
Pertenece a la familia de asteroides de (4) Vesta.

## Características físicas
La magnitud absoluta de Sciurus es 13,78. Tiene 4,111 km de diámetro y su albedo se estima en 0,346.